# Hanna Philippin
Hanna Philippin (Böblingen, 3 de agosto de 1992) es una deportista alemana que compite en triatlón. Ganó una medalla de bronce en el Campeonato Mundial de Triatlón por Relevos Mixtos de 2016 y una medalla de plata en el Campeonato Europeo de Triatlón de 2014.

## Palmarés internacional
| Campeonato Mundial por Relevos Mixtos | Campeonato Mundial por Relevos Mixtos | Campeonato Mundial por Relevos Mixtos | Campeonato Mundial por Relevos Mixtos |
| Año                                   | Lugar                                 | Medalla                               | Prueba                                |
| ------------------------------------- | ------------------------------------- | ------------------------------------- | ------------------------------------- |
| 2016                                  | Hamburgo (Alemania)                   | Medalla de bronce                     | Relevo mixto                          |
| Campeonato Europeo                    |                                       |                                       |                                       |
| Año                                   | Lugar                                 | Medalla                               | Prueba                                |
| 2014                                  | Kitzbühel (Austria)                   | Medalla de plata                      | Relevo mixto                          |